# 豊島朝房
豊島 朝房（としま ともふさ）は、安土桃山時代から江戸時代にかけての武士。

## 出自
父・土岐胤倫は常陸国龍ヶ崎城（（現在の茨城県龍ヶ崎市）主で、美濃守護・土岐政房のひ孫に当たる。外舅の豊島正次は常陸国布川城（現在の茨城県利根町）を拠点とした布川豊島氏の出身で、土岐氏とともに後北条氏に仕えた。野口如月の『北相馬郡志』によると、布川豊島氏は清和源氏源頼政流とされ、寛元2年（1244年）に摂津国豊島郡の豊島頼保が布川に移り住んだのが始まりであるとされ、永禄3年（1560年）2月11日に頼継寺を創建している。

## 概要
父・胤倫は後北条氏に仕えており、小田原征伐の際に後北条氏方として戦ったために浪人となった。朝房は外舅・豊島正次の取次ぎで駿府城にいた徳川家康と謁見し、豊島姓を名乗った。その後慶長13年（1608年）4月には徳川家康の直参となり、廩米200俵を与えられ、さらに同16年（1611年）には徳川頼宣に仕え、同19年（1614年）の大坂の陣では徳川頼宣に従軍した。慶安2年（1649年）8月20日に57歳で死去した。